# Эльма Карлова
Эльма Карлова (настоящие имя и фамилия — Сельма Каролина Карловац; серб. Селма Карловац, нем. Elma Karlowa; 12 марта 1932, Загреб — 31 декабря 1994, Мюнхен, Германия) — югославская актриса, звезда немецкого кино.

## Биография
Начала свою карьеру в качестве актрисы театра. В 1949 года начала сниматься в югославском кино. Благодаря эффектной внешности, была приглашена на съёмки в Германию, где продолжила свою карьеру киноактрисы.
Амплуа — женщина-вамп, обольстительница. Часто исполняла роли цыганок.
Звезда немецкого кино 1950-х и 1960-х годов. В 1970 гг. снялась в нескольких фильмах Эрнста Хофбауэра, отнесённых к категории «мягкого порно» и эксплуатационного кино и классифицированных как сексплуатация.
В 1963—1973 годах страдала от депрессии, боролась с проблемами веса и психики.
Умерла в Мюнхене в 1994 году.

## Избранная фильмография
- 1949 — Застава
- 1953 — Цыганка
- 1953 — После того, как я вернусь снова
- 1953 — Общинный ребёнок
- 1954 — Песня остаётся с вами
- 1954 — Король ринга
- 1954 — Гитары любви
- 1954 — Люди в любви
- 1955 — Вы правы
- 1955 — Счастливый странник
- 1955 — Два сердца и престол
- 1955 — Зелёный понедельник
- 1955 — Мартовский карнавал
- 1956 — Нищий студент
- 1957 — Каждый вечер в другой постели
- 1957 — Девушка без пижамы
- 1957 — Привет и поцелуй с Тегернзее
- 1957 — Альменрауш и Эдельвейс
- 1958 — Зеленые береты Монте-Кассино
- 1958 — Король чардаша
- 1958 — Великий Бимбо
- 1959 — Любить запрещено — Брак животных
- 1960 — Капитан Леши
- 1960 — Не отправляйте свою жену в Италию
- 1961 — Любовь и поцелуи в Тироле
- 1962 — Фредди и песни южной части Тихого океана
- 1962 — Из сообщения следует
- 1963 — Высокие духи в Зальцкаммергут
- 1964 — Отдых в Сан-Тропе
- 1967 — Очки и бомба
- 1969 — Преступления на трассе (ТВ сериал)
- 1972 — Король, дама, валет
- 1973 — Молодые девочки любят погорячее…
- 1973 — Что скрывают школьницы
- 1973 — Ниночка тоже снимает свои трусики — мадам Меди, хозяйка борделя
- 1973 — Мир на проводе (ТВ)
- 1974 — Страх съедает душу
- 1974 — Марта (ТВ)
- 1974 — Доктор природа (ТВ сериал)
- 1974 — Убийство (ТВ сериал)
- 1974 — Лиса и её друзья
- 1975 — Подвиги господина Ханса (ТВ сериал)
- 1975 — Привидения замка Франкенштейна
- 1977 — Возраст чувствительности (ТВ)
- 1977 — Больвизер
- 1978 — Два небесных дочери (ТВ мини-сериал)
- 1978 — Федора
- 1978 — Единорог
- 1978 — Место преступления: черные (ТВ сериал)
- 1978 — Полицейский участок 1 (ТВ сериал)
- 1979 — Я не знаю (ТВ сериал)
- 1979 — Остерегайтесь прихода Чёрного Бека
- 1979 — Неро (ТВ)
- 1980 — Мерлин (ТВ сериал)
- 1980 — Берлин, Александерплац (ТВ мини-сериал)
- 1984 — Пугало и миссис Кинг (ТВ сериал)
- 1986 — Кир Рояль (ТВ мини-сериал)
- 1987 — Когда, если не сейчас? (ТВ)
- 1988 — Храбрый портняжка
- 1991 — Сердце в руке
- 1992 — Место преступления (ТВ сериал)